# Michelle Bacheletová
Verónica Michelle Bachelet Jeria  /βeˈɾonika miˈtʃɛl batʃˈlet ˈçeɾja/ (* 29. září 1951) je chilská levostředová politička, prezidentka země v letech 2006–2010 a 2014–2018. Poprvé byla zvolena roku 2006 jako první žena v historii Chile. a jako druhá v Jižní Americe po Isabel Martínez de Perónové. Od září 2018 do srpna 2022 zastávala funkci Vysoké komisařky OSN pro lidská práva.

## Životopis

### Rodiče
Její matka Ángela Jeria byla archeoložkou a otec Alberto Bachelet důstojníkem u letectva. V 11 letech v roce 1962 se spolu s rodiči dostala do USA, když byl její otec přidělen k vojenské misi při chilské ambasádě. V roce 1969 již maturovala zpět v Chile a začala studovat medicínu. Otec byl povýšen na generála a byl pověřen vládou Salvadora Allendeho organizováním přídělového systému potravin. Po převratu Augusta Pinocheta v září 1973 odmítl opustit zemi a byl uvězněn a obviněn ze zrady. Po měsících mučení zemřel v březnu 1974.

### Život v exilu
V lednu 1975 byla společně se svou matkou zadržena agenty tajné policie a odvezena do Villa Grimaldi, vězení pro politické vězně. Tam byla od matky oddělena a krátce vyslýchána a mučena. Později bylo oběma dovoleno odejít do Austrálie, kde žil matčin starší bratr. V květnu 1975 se přesunuly do NDR, kde jim byl nabídnut azyl. Bacheletová žila v Postupimi, kde se od října 1976 v místní nemocnici připravovala na pokračování studií medicíny. Také se seznámila s chilským architektem Jorgem Dávalosem (také politickým uprchlíkem), kterého si v roce 1977 vzala. Od ledna 1978 studovala němčinu v Lipsku, kde se jí také v témže roce narodil syn Sebastián Dávalos. V říjnu 1978 se vrátila do Postupimi a začala studovat medicínu na Humboldtově univerzitě. Po půl roce studia obdržela povolení vrátit se zpět do vlasti.

### Návrat do vlasti
Po návratu pokračovala ve studiích medicíny, které úspěšně završila v roce 1982. Specializovala se na veřejnou zdravotní péči a pediatrii. Poté pracovala jako lékařka. V roce 1984 se jí narodila dcera Francisca Dávalos Bachelet, nedlouho poté se se svým manželem rozvedla. V letech 1985–1987 měla vztah s mluvčím Vlastenecké fronty Manuela Rodrígueze, ozbrojené složky Komunistické strany Chile. Po znovunastolení demokracie v roce 1990 pracovala pro chilské ministerstvo zdravotnictví. V práci se seznámila s lékařem Aníbalem Henríquezem, stoupencem Augusta Pinocheta, se kterým měla v roce 1992 dceru Sofíu Henríquez Bacheletovou. Jejich vztah po několika letech skončil. V roce 1996 začala studovat vojenskou strategii, krátce i jako stipendistka v USA. Po úspěšném zakončení studia začala pracovat na chilském ministerstvu obrany.

## Politika

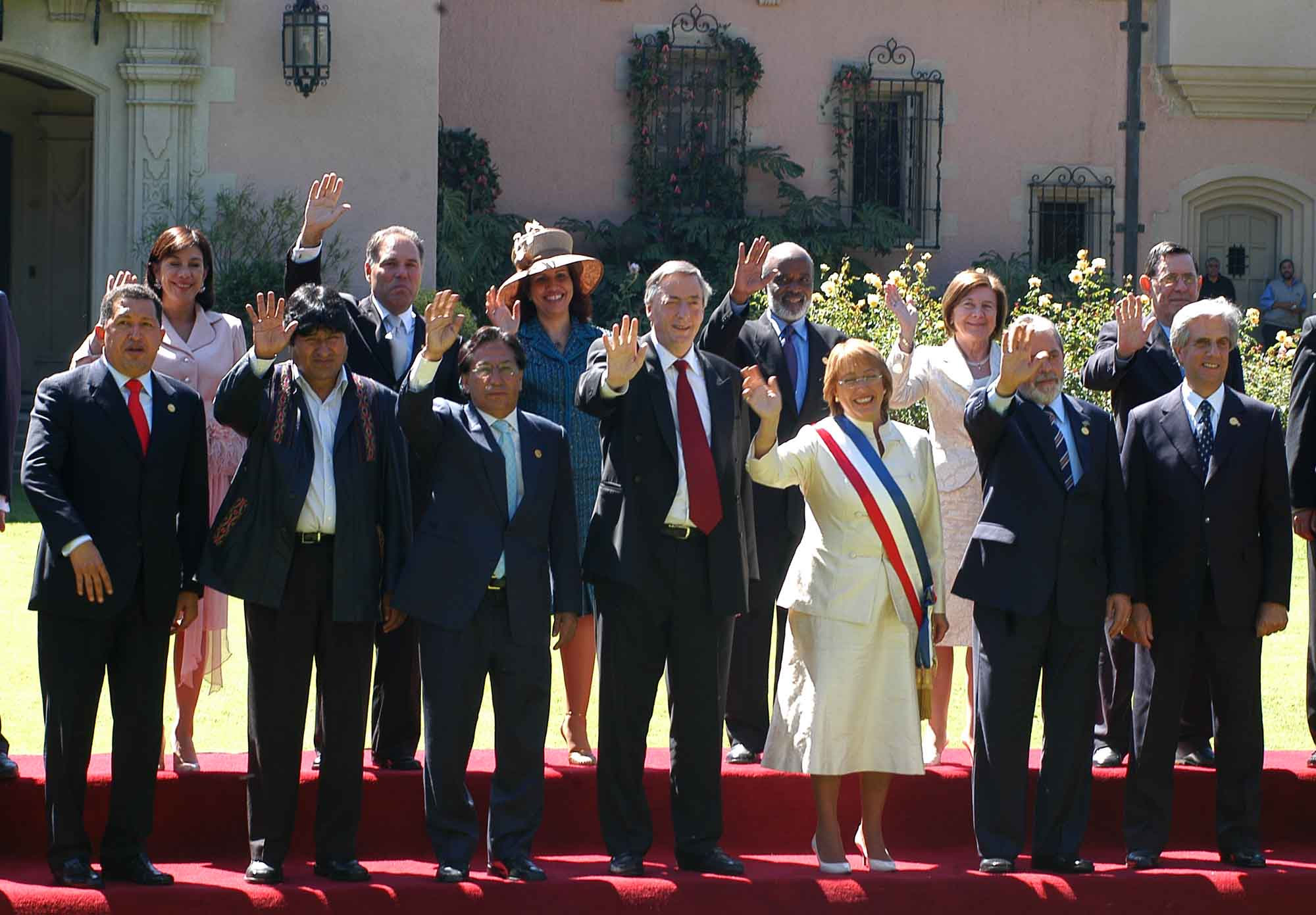
Michelle Bachelet ve společnosti světových vůdců po své inauguraci prezidentkou

Od začátku svých univerzitních studií je členkou Chilské socialistické strany. Politicky aktivní je od druhé poloviny 80. let. 20. století. V roce 1996 kandidovala na starostku Las Condes, bohatého předměstí Santiaga de Chile. Skončila čtvrtá a získala jen 2,35 % hlasů voličů. V roce 1999 pracovala pro Ricarda Lagose při prezidentských primárkách, Ricardo Lagos pak byl v roce 2000 zvolen prezidentem (v chilském prezidentském systému tedy i předsedou vlády).

### Ministryně zdravotnictví a obrany
V březnu 2000 ji jako neznámou političku jmenoval ministryní zdravotnictví. V lednu 2002 se stala ministryní obrany. Koncem roku 2004 byla stranou oslovena jako potenciální kandidátka na prezidenta. Kandidaturu přijala a odstoupila z vládní funkce, aby se mohla naplno věnovat volební kampani. V červenci 2005 se stala jediným kandidátem širší Koalice stran pro demokracii, když jediný protikandidát křesťanský demokrat z voleb odstoupil.

### První prezidentské volby (2006–2010)
V prvním kole prezidentských voleb v prosinci 2005 většinu nezískala, ale jako nejúspěšnější kandidátka se 46 % hlasů postoupila do druhého kola voleb, spolu s pravostředovým kandidátem Sebastiánem Piñerou, politikem a miliardářem. V druhém kole v lednu 2006 se 53,3% zvítězila, stala se tak vůbec první prezidentkou v historii země a sestavila vládu z členů Koalice stran pro demokracii, se stejným počtem mužských a ženských ministrů. V roce 2006 ji časopis Forbes označil jako dvacátou sedmou nejvlivnější ženu světa.

### Druhé prezidentské volby (2014–2018)
Protože nemohla na základě ústavy kandidovat podruhé, zopakovala svůj volební úspěch až v roce 2013, kdy ve volbách se ziskem 62 % hlasů porazila Evelyn Mattheiovou, kandidátku vládnoucích konzervativců. Úřadu se ujala v březnu 2014.

## Vyznamenání

### Chilská vyznamenání
- velmistr Řádu Bernarda O'Higginse – 2006 až 2010 a 2014 až 2018
- velmistr Řádu za zásluhy – 2006 až 2010 a 2014 až 2018

### Zahraniční vyznamenání
- velkokříž s řetězem Řádu bílé růže – Finsko, 2007[14]
- řetěz Řádu aztéckého orla – Mexiko, 2007
- vellkokříž s řetězem Řádu osvoboditele – Venezuela, 2007
- velkokříž s řetězem Řádu zásluh o Italkou republiku – Itálie, 9. října 2007[15]
- velkokříž s řetězem Řádu prince Jindřicha – Portugalsko, 7. listopadu 2007[16]
- velkokříž s řetězem Záslužný řád Maďarské republiky – Maďarsko, 2008
- velkokříž Řádu Vitolda Velikého se zlatým řetězem – Litva, 9. července 2008[17]
- čestný nositel Řádu říšské koruny – Malajsie, 2009[18]
- velkokříž Řádu nizozemského lva – Nizozemsko, 25. května 2009
- velkokříž Řádu Kristova – Portugalsko, 1. prosince 2009[16]
- velkokříž s řetězem Řádu osvoboditele generála San Martína – Argentina, 2010
- velkokříž s řetězem Národního řádu svatého Vavřince – Ekvádor, 2010[19]
- velkokříž s řetězem Řádu Isabely Katolické – Španělsko, 26. února 2010[20]
- čestný společník Řádu Austrálie – Austrálie, 5. října 2012[21]
- velkokříž s řetězem Řádu Karla III. – Španělsko, 24. října 2014[22]
- Řád Serafínů – Švédsko, 10. května 2016
- velkokříž s řetězem Řádu svobody – Portugalsko, 30. března 2017[16]